# Welger

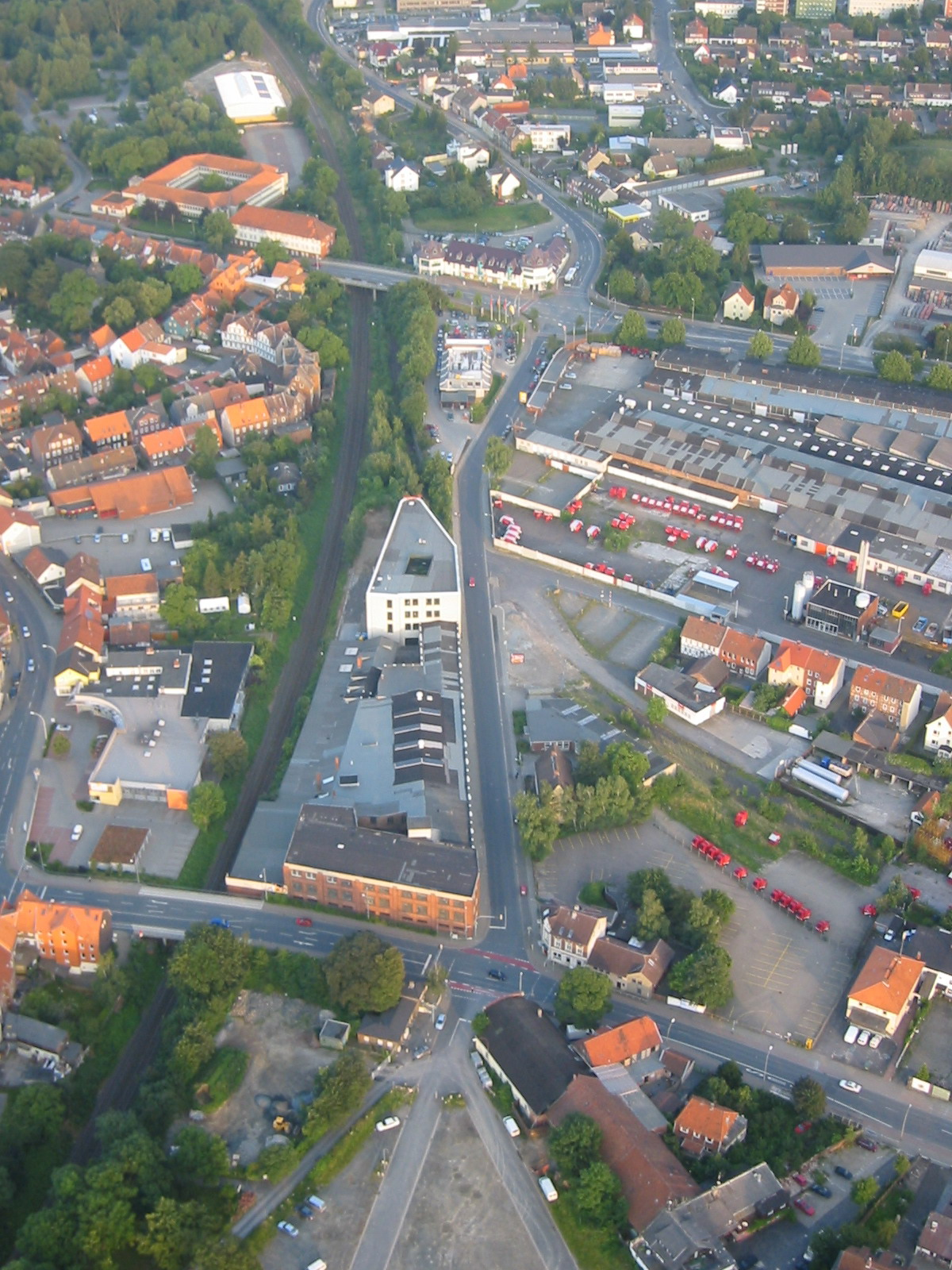
Welger in Wolfenbüttel

Welger (früher Welger Maschinenfabrik GmbH) ist ein Hersteller von landwirtschaftlichen Pressen. Daraus hervorgegangen ist auch die heute eigenständige Welger Recycling Engineering GmbH in Braunschweig, die Verdichtungstechnik für den industriellen Sektor herstellt.
Welger beschäftigt ca. 360 Mitarbeiter und hatte im Jahr 2005 ein Umsatzvolumen von 60 Millionen Euro. Heute gehört die ehemalige Landtechniksparte des Unternehmens zum AGCO-Konzern. Dieser bietet Ballenpressen unter den Namen Lely-Welger, Fendt und Massey Ferguson an.

## Geschichte

### Anfänge
Die Anfänge dieses Familienunternehmens liegen im Jahr 1856, in dem Gottfried Welger in Seehausen in der Magdeburger Börde eine Schlosserei eröffnete. In den 1890ern entstand in Seehausen das erste Werk für Landmaschinen. Mit seinen beiden älteren Söhnen Carl und Emil führte er das Unternehmen, welches unter „Gebrüder Welger, Maschinenfabrik“ firmierte.
Die Wolfenbütteler „Maschinenfabrik Gebrüder Welger“ wurde 1899 von den jüngeren Brüdern Franz und Gustav Welger gegründet.
Ziel der Wolfenbütteler Unternehmung war die Entwicklung und Produktion von Strohpressen für die Landwirtschaft. Die Gebrüder Welger hatten die Idee, die landwirtschaftliche Arbeit zu automatisieren. Zu dieser Zeit wurden z. B. Erntearbeiten in mühevoller Handarbeit ausgeübt. So wurde 1901 die erste Strohpresse mit einer automatischen Bindeeinrichtung erfunden. Es folgten zahlreiche Innovationen und Patente, wie die Schwingkolbenpresse WSP (1932) oder die erste Hochdruckpresse AP 15 (1950). Ab den 1950ern ging man dazu über, auch Dünger- und Dungstreuer sowie Ladewagen herzustellen. Der Bedarf an stationären Pressen für Restwertstoffe und der stetig wachsende Markt im industriellen Recycling eröffnete Welger Anfang der 1970er ein weiteres Betätigungsfeld. Im Jahr 1972 brachte Welger eine stationäre Presse für Verpackungsmaterialien wie Papier und Kartonagen auf den Markt. Im gleichen Jahr wurde Welger das Patent für Rundballen-Pressen zugesprochen, welches weltweit an große Hersteller von Landwirtschaftstechnik lizenziert wurde.

### Verkauf des Unternehmens
1994 zog sich die Familie Welger aus dem Familienbetrieb zurück, und machte somit den Weg frei für eine Übernahme durch die niederländische Lely-Gruppe. Die Rudolph & Sohn GmbH übernahm 1996 die Herstellung, den Vertrieb und den Service des kompletten Fahrzeugprogrammes der Firma Welger in Exklusivlizenz.

### Ab 2000
2005 erwirtschafteten über 350 Mitarbeiter mit Ballenpressen und industriellen Verdichtungsmaschinen für Verpackungsmaterial ca. 60 Millionen Euro.
Durch ein Management Buy Out zehn Jahre nach der Übernahme durch Lely erlangte Welger wieder seine Unabhängigkeit. Die private Investorengruppe Andlinger & Company übernahm 2006 die Mehrheit an der Welger Maschinenfabrik GmbH, während Lely sich als Minderheitsgesellschafter wieder in die Gesellschaft einkaufte.
Innerhalb der Welger-Gruppe existieren die Tochtergesellschaften „Welger Vertriebs GmbH“, „Welger Recycling Engineering GmbH“ in Wolfenbüttel sowie die „Welger Oberflächentechnik GmbH“ in Hannover.
Durch langfristige Vertriebskooperation für Ballenpressen und Wickelgeräte verfügt Welger über ein weltweites Vertriebsnetzwerk. Die internationale Ausrichtung zeigt sich in einer Exportquote von 85 %. Landmaschinen von Welger werden in 50 Ländern eingesetzt.
2008 übernahmen die Lely-Gruppe aus den Niederlanden und die amerikanische Vermeer Corporation die Landtechniksparte von Welger. Lely hielt dreiviertel der Anteile und Vermeer ein Viertel an dem Joint Venture, das unter dem Namen Lely Vermeer Maschinenfabrik GmbH firmierte, wobei Vermeer eine Option auf eine Erhöhung seiner Anteile auf 50 % besaß, sie aber nicht zog. Die Produkte wurden nunmehr abhängig von der jeweiligen Region unter dem Markennamen Lely oder Vermeer angeboten. Im September 2016 übernahm Lely sämtliche Anteile an dem Joint Venture, verkaufte aber bereits im darauffolgenden Jahr seine gesamte Futtererntetechniksparte, und damit auch Welger, an den AGCO-Konzern.

Kleine Hochdruckballenpresse
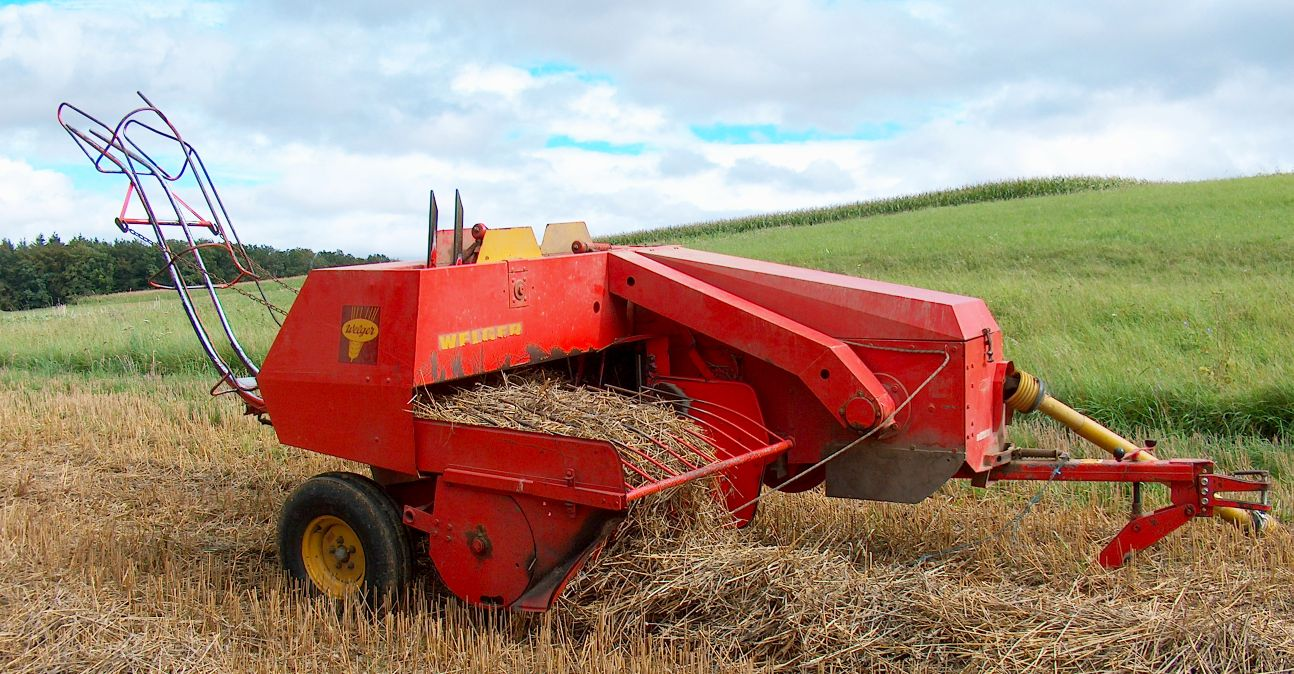
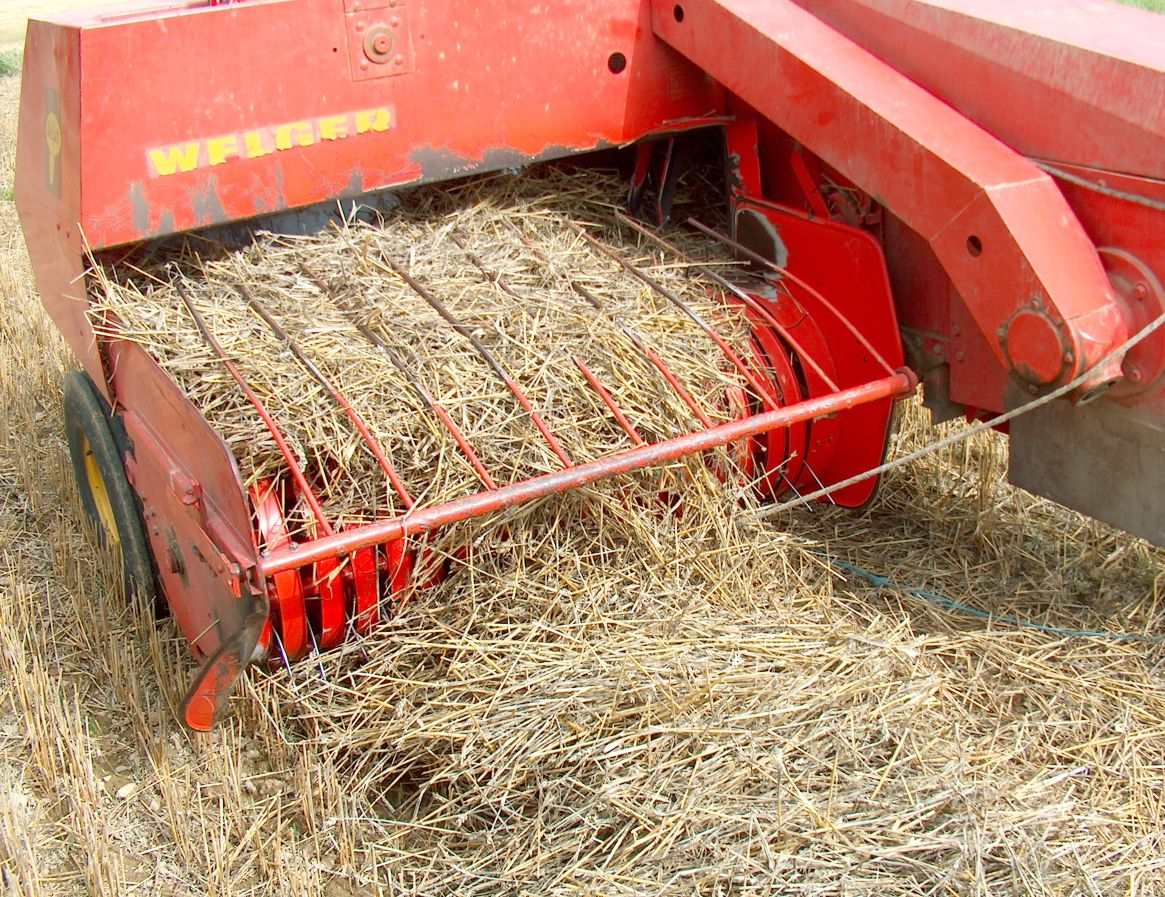
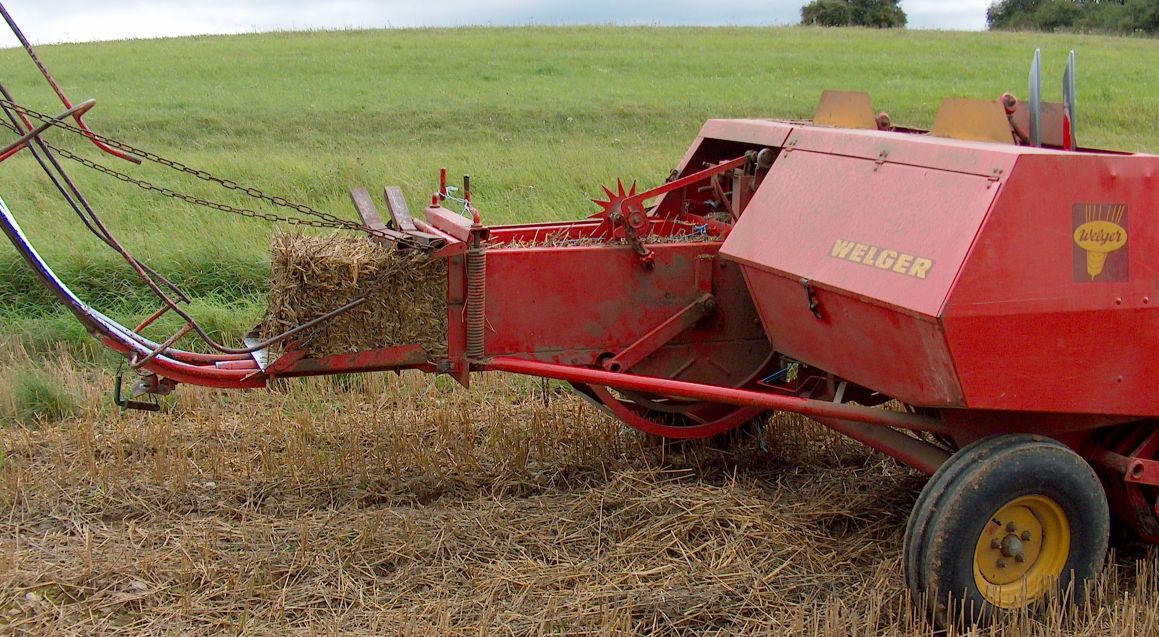

Rundballenpresse
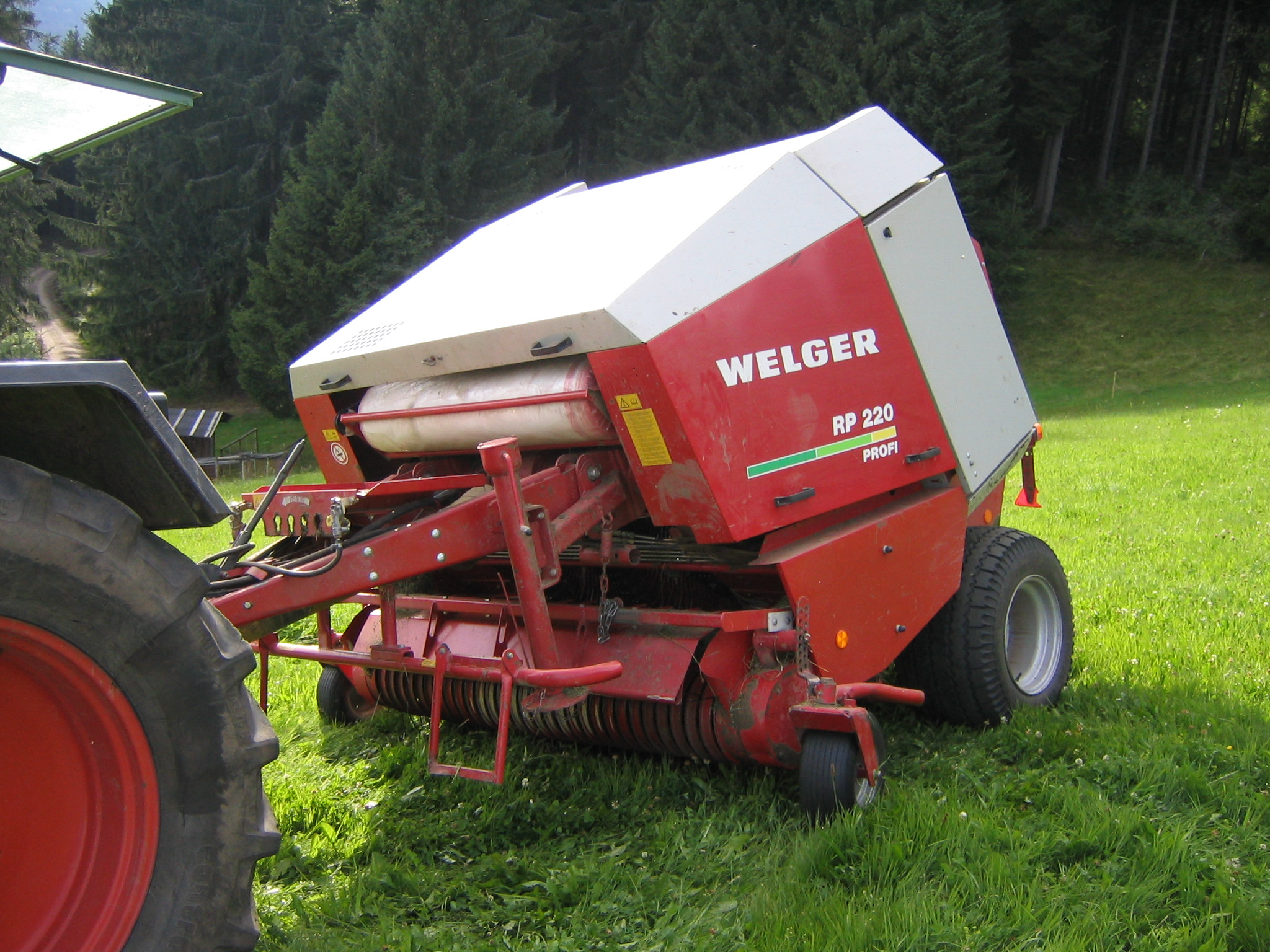
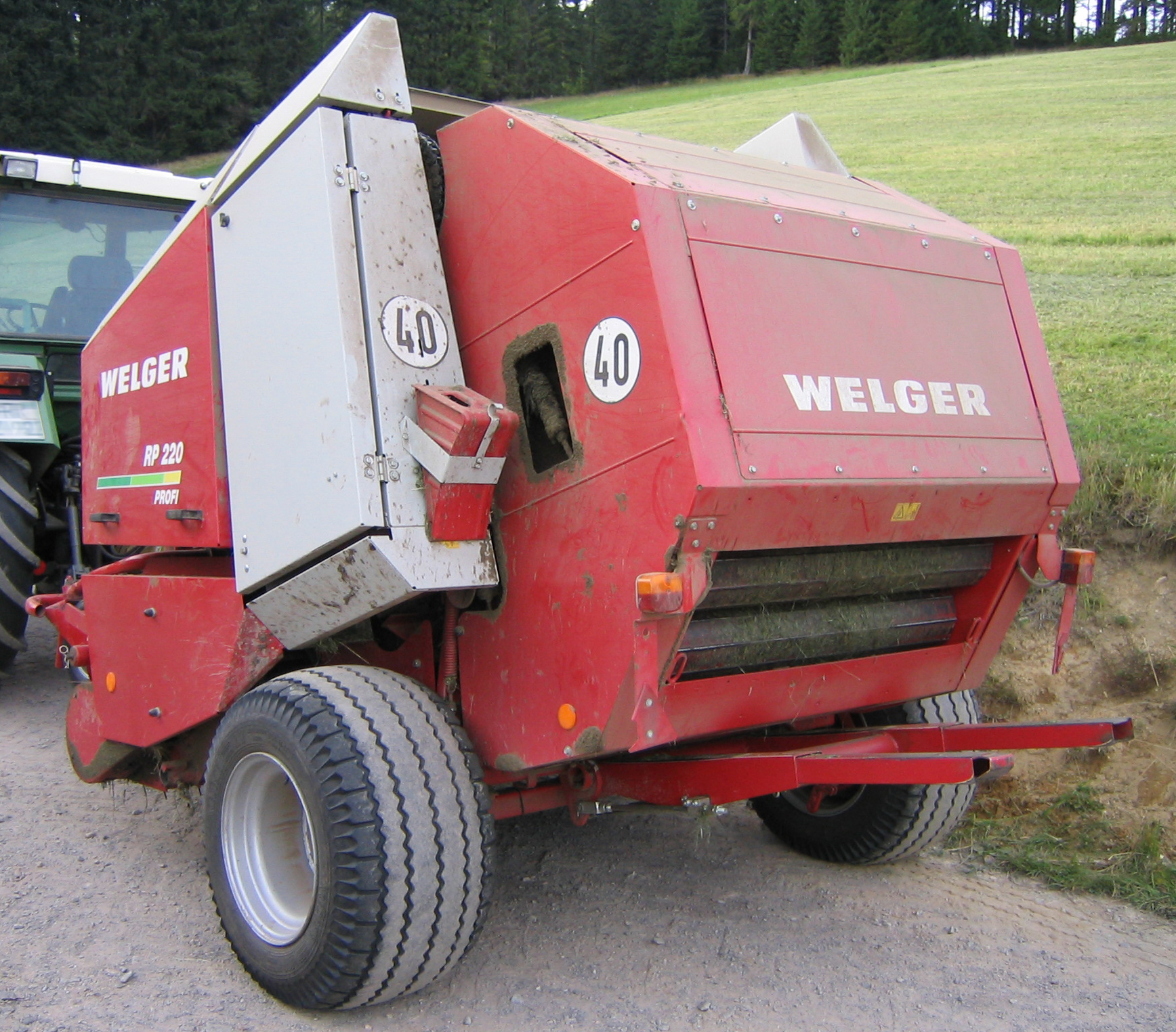